# Agustín Durán Sanpere
Agustín Durán Sanpere (Cervera (Lérida), 5 de junio de 1887-Barcelona, 29 de abril de 1975) fue un historiador, archivero y arqueólogo español. Además de archivero, fue historiador, humanista y propagador de políticas culturales. Consideró al archivo como un centro de conservación, pero también un centro vivo que proyectaba otras actividades como lo fueron el Servicio de Excavaciones en 1912, el Museo de Historia de Barcelona y el Museo de Artes Decorativas de Montjuic.

## Biografía
Licenciado en Letras en Barcelona, se doctoró en Derecho en Madrid. En 1914 organizó el Archivo Municipal de Cervera y en 1917 ganó la plaza de archivero municipal de Barcelona. Organizó el traslado de la documentación anterior a 1714 del Ayuntamiento a la Casa del Archidiácono, donde en 1921 abrió las puertas con el nombre de Archivo Histórico de la Ciudad de Barcelona. También inició la práctica arqueológica en Sidamon (Segriá) y el barranco de Valltorta (Maestrazgo).
En 1917 se incorporó y organizó el Archivo Municipal de Barcelona, la Oficina de Investigaciones y Publicaciones y el Archivo Histórico de Barcelona, donde reunió cuatro grandes fondos documentales: el archivo municipal propiamente dicho, la hemeroteca, los gráficos y fotografías, y la biblioteca histórica.
Sería nombrado primer director del Instituto Municipal de Historia de Barcelona, cargo que mantendría hasta 1957. Miembro de la Academia de Buenas Letras (1924), a la que presidió entre 1961 y 1963, del Instituto de Estudios Catalanes (1942), del que fue presidente en 1957, y de la Academia de Bellas Artes de San Jorge (1968), fue el organizador del Museo Comarcal de Cervera.
Su objetivo principal era salvar el patrimonio, y salvar del olvido el pasado en vías de transformación, que fue objeto de persecución durante años. 
Era un hombre de carácter disperso pero de una gran riqueza informativa. Escribió artículos a partir de su conocimiento de las fuentes archivísticas municipales, gracias a la labor que ejercía. Fueron artículos a nivel histórico, cultural y artístico de Barcelona, dentro de un amplio período cronológico: desde la Edad Media hasta el siglo xx. 
Instauró la base del ordenamiento de las series documentales de los archivos, diciendo que se debían rehacer los órganos administrativos como generadores de documentación, y que por eso se debían estudiar a fondo las instituciones municipales para conocer su origen y funcionamiento. En 1929 dentro de la Exposición Universal de Barcelona organizó un pabellón que sería un primer ensayo del futuro Museo de Historia de Barcelona.
En 1936 fue nombrado jefe de la Sección de Archivos del Servicio del Patrimonio Histórico, Artístico y Científico de la Generalidad de Cataluña.
Entre 1936 y 1939, durante la Guerra civil, asumió la responsabilidad del salvamento del patrimonio documental catalán. Los fondos archivísticos locales se depositaron en las propias localidades, pero a partir de 1937 —a causa de los bombardeos y la movilidad de los frentes de batalla— la mayor parte de los archivos catalanes fueron trasladados a Viladrau, para garantizar su seguridad, y se construyeron cajas-bibliotecas que se instalaban en los bajos de los edificios, y se protegían con sacos de arena. Fue necesario, pues, esconder los papeles de procedencia sobre todo eclesiástica, y esquivar los controles revolucionarios. 
Salió un inventario general aproximado de 15 000 metros lineales de documentos más 150 000 pergaminos.
Acabada la guerra superó un proceso militar de depuración por su actividad de salvamento de archivos, y por haber salido tres veces al extranjero y haber regresado a Barcelona. Reemprendió al cabo de poco su actividad en el Archivo Municipal de Barcelona.
En 1943 fundó el Instituto Municipal de Historia de Barcelona, organismo que reunía lo que más adelante sería el Archivo Histórico de la Ciudad de Barcelona, el Museo de Historia de la Ciudad de Barcelona y el Museo de Arte, Industrias y Tradiciones Populares. Allí organizó todo tipo de actividades científicas, divulgadoras y artísticas como: exposiciones documentales, de artesanía, de fotografía, de material arqueológico, de actividades pedagógicas, etc. De aquí surgieron las sesiones radiofónicas desde la emisora de Radio Barcelona, que se materializaron en unos boletines impresos por Aymà y que se titulaban “Barcelona. Divulgación Histórica”, y que constan de ocho volúmenes cuidadosamente encuadernados. También colaboró con la Real Academia de las Buenas Letras de Barcelona, organizando conciertos de música, y se convirtió incluso en sala de lectura infantil ya comenzada la Guerra Civil.
En 1959 organizó el Museo Comarcal de Cervera y en 1964 el Museo del trigo y el campesinado.
Sus temas principales fueron el de la historia de Barcelona —y de Cervera— y la historia de la escultura gótica catalana, materias sobre las que publicó diversos libros y trabajos. Actualmente su casa natal se ha convertido en la Casa Museo Duran i Sanpere.

## Obras
- — (1957). Viatge al voltant del Món seguint el paral·lel de Barcelona. Aymà.
- —. El carrer de Montcada i el Palau Dalmases. Omnium Cultural.